# Байинь (район)
Байи́нь (кит. упр. 白银, пиньинь Báiyín, буквально: «белое серебро») — район городского подчинения городского округа Байинь провинции Ганьсу (КНР).

## История
Во времена империи Цинь на этих землях обитали юэчжи, затем их вытеснили сюнну. При империи Западная Хань во времена правления императора У-ди генерал Хо Цюйбин в 121 году до н. э. разгромил сюнну и присоединил эти места к империи Хань. На этих землях был создан уезд Аовэй (媪围县), впоследствии расформированный.
Постановлением Госсовета КНР от 11 апреля 1958 года из смежных территорий уездов Гаолань и Цзинъюань был образован городской уезд Байинь. 4 июля 1958 года он был подчинён напрямую правительству провинции Ганьсу. 25 октября 1958 года правительство провинции Ганьсу делегировало управление городом Байинь властям Специального района Динси (定西专区). В ноябре 1960 года уезд Цзинъюань перешёл под юрисдикцию властей Байиня. В 1961 году Байинь вновь перешёл под прямое властям провинции Ганьсу, и к нему были присоединены уезды Гаолань и Цзинтай. В ноябре 1961 года был образован «Городской и пригородный район Байиня» (白银市市郊区). В 1963 году город Байинь был расформирован, а «Городской и пригородный район» был переименован в район Байинь и передан в состав Ланьчжоу.
14 мая 1985 года постановлением Госсовета КНР был вновь образован городской округ Байинь, и район Байинь, к которому были присоединены три волости уезда Гаолань, вошёл в его состав.

## Административное деление
Район делится на 5 уличных комитетов, 3 посёлка и 2 волости.